# Lotus 27
La Lotus 27 est une monoplace de catégorie Formule Junior du constructeur britannique Lotus. Construite pour la saison 1963 pour les besoins de l'équipe Lotus et également vendue à des particuliers et des équipes privées.
Son châssis monocoque en aluminium, dérivé de la Lotus 25 de Formule 1, en faisait la Formule Junior la plus techniquement aboutie du paddock. Les flancs, d'abord en fibre de verre, sont rapidement remplacés par de l'aluminium pour régler un problème de rigidité.
Les moteurs étaient dérivés du bloc Ford 109E de 1 340 cm3 ramené à 1 097 cm3. Ce nouveau bloc développait environ 110 ch.
La boîte était à 4 vitesses d'origine Hewland à 4 ou 5 rapports.
La 27 est la dernière Formule Junior de la marque avant la disparition de cette catégorie, remplacée par la Formule 2 et la Formule 3. Elle avait été conçue pour pouvoir courir dans la future Formule 2, mais une nouvelle Lotus 32 la remplace en 1964.